# Palapag, Bắc Samar

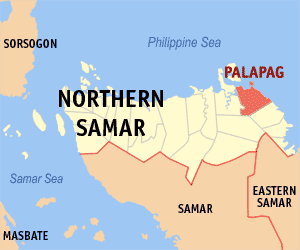
Bản đồ Northern Samar với vị trí của Palapag

Palapag là một đô thị hạng 4 ở tỉnh Bắc Samar, Philippines. Theo điều tra dân số năm 2000, đô thị này có dân số 30.520 người trong 5.852 hộ.

## Barangay
Palapag được chia thành 32 barangay.
| - Asum (Pob.) - Bagacay - Bangon - Binay - Cabariwan - Cabatuan - Campedico - Capacujan - Jangtud - Laniwan (Pob.) - Mabaras | - Magsaysay - Manajao - Mapno - Maragano - Matambag - Monbon - Nagbobtac - Napo - Natawo - Nipa - Osmeña | - Pangpang - Paysud - Sangay - Simora - Sinalaran - Sumoroy (tinampo) - Talolora - Tambangan (Pob.) - Tinampo (Pob.) - Benigno S. Aquino, Jr. |